# Paper Towns (phim)
Paper Towns là một bộ phim hài kịch lãng mạn bí ẩn của Mỹ năm 2015, do Jake Schreier đạo diễn, dựa trên cuốn tiểu thuyết cùng tên năm 2008 của John Green. Bộ phim được chuyển thể cho màn ảnh bởi Scott Neustadter và Michael H. Weber, cùng một đội đã viết bộ phim đầu tiên cho một tiểu thuyết khác của Green, The Fault in Our Stars. Phim có sự tham gia của Nat Wolff và Cara Delevingne và được phát hành vào ngày 24 tháng 7 năm 2015, tại Hoa Kỳ bởi 20th Century Fox. Bộ phim kể về sự xuất hiện của tuổi tác và tìm kiếm của nhân vật chính, Quentin "Q" Jacobsen (Wolff), cho Margo Roth Spiegelman (Delevingne), người bạn thời thơ ấu và là đối tượng của tình cảm. Trong quá trình đó, Quentin khám phá mối quan hệ với bạn bè bao gồm cả khả năng tương thích với Margo.
Nó đã thu về hơn 85 triệu đô la trên toàn thế giới sau khi phát hành sân khấu, so với ngân sách 12 triệu đô la. Phim được phát hành trên Blu-ray và DVD vào ngày 20 tháng 10 năm 2015 và thu về hơn 9 triệu đô la trong tổng doanh thu video trong nước. Bộ phim nhận được nhiều ý kiến trái chiều.

## Cốt truyện
Paper Towns xoay quanh câu chuyện của Quentin (Nat Wolff) và Margo (Cara Delevingne). Đôi trẻ là hàng xóm, đồng thời cũng là bạn bè từ thuở "cởi truồng tắm mưa". Trong khi Quentin sống khép kín, theo đuổi sự an toàn thì Margo lại là cô gái nổi loạn, thích những điều bí ẩn. Ngay khi nhìn thấy Margo, Quentin đã yêu trong điên cuồng tuyệt vọng. Rõ ràng, đây là tình yêu đơn phương vì Margo chẳng mảy may hay biết.
Mọi chuyện cứ thế trôi qua cho đến một ngày Margo trèo qua cửa sổ và lôi Quentin vào hành trình trả thù điên loạn nhằm vào người bạn trai cũ Jase. Khi hy vọng tình yêu ở Quentin đang tràn trề thì Margo đột nhiên mất tích. Lúc này, Quentin và những người bạn phải rong ruổi khắp nơi để tìm lại tình yêu của cuộc đời.

## Diễn viên
- Nat Wolff trong vai Quentin "Q" Jacobsen, nhân vật chính của bộ phim
  - Josiah Cerio vai "Q" khi còn trẻ
- Cara Delevingne trong vai Margo Roth Spiegelman, người bạn thời thơ ấu của Quentin và là đối tượng của tình cảm của anh
  - Hannah Alligood vai Margo khi còn trẻ
- Halston Sage với tư cách là Lacey Pemberton, bạn thân nhất của Margo, sau này cô trở thành một trong những người bạn của Quentin và buổi hẹn hò của Benjamin
- Austin Abrams trong vai Benjamin "Ben" Starling, một trong những người bạn thân nhất của Quentin
  - Kendall McIntyre vai Ben khi còn trẻ
- Justice Smith trong vai Marcus "Radar" Lincoln, một trong những người bạn thân nhất của Quentin
- Jaz Sinclair với tư cách là Angela, bạn gái của Marcus và hẹn hò, người sau đó gia nhập nhóm bạn của Quentin
- Cara Buono với tư cách là Connie Jacobsen, mẹ của Quentin
- Griffin Freeman trong vai Jason "Jase" Worthington, bạn trai cũ của Margo và kẻ thù của Quentin
- Caitlin Carver với vai Rebecca "Becca" Arrington, kẻ thù cũ của Margo và bạn gái mới của Jason
- Meg Crosbie trong vai Ruthie Spiegelman, em gái của Margo
- Susan Macke Miller trong vai Debbie Spiegelman, mẹ của Margo và Ruthie
- Tom Hillmann trong vai Josh Spiegelman, cha của Margo và Ruthie
- RJ Shearer trong vai Chuck Parson, bạn thân của Jason, bạn trai cũ của Lacey và kẻ thù của Quentin
- Jim Coleman trong vai thám tử Otis Warren với Sở cảnh sát Orlando
- Lane Lovegrove trong vai Robert Joyner, người đàn ông địa phương có xác chết được Margo và Quentin tìm thấy sau khi anh ta tự sát
- Ansel Elgort (cameo) trong vai Mason, nhân viên cửa hàng tiện lợi say mê Lacey
- Stevie Ray Dall Morph trong vai Hank Jacobsen, cha của Quentin
- John Green (giọng nói) với vai Dwight Arrington, cha của Rebecca